# Eman al-Nafjan
Eman al-Nafjan est une blogueuse saoudienne et militante des droits des femmes. Elle a été détenue par les autorités saoudiennes en mai 2018 avec Loujain al-Hathloul et cinq autres militantes des droits des femmes dans ce que Human Rights Watch a interprété comme une tentative de l'effrayer elle et les autres militantes, lors de la répression saoudienne contre les féministes en 2018-2019. 
Elle reçoit le 14 mars 2019 le prix PEN America / Barbey Freedom to Write (en) 2019, en même temps que Nouf Abdulaziz et Loujain Al-Hathloul. À la fin du mois, elle présente sa défense et décrit les abus physiques et sexuels subis en captivité. 
Eman al-Nafjan, ainsi qu'Aziza al-Yousef et Rokaya Mohareb ont été libérés sous caution le même mois, mais les charges à leur encontre ne sont pas abandonnées.
En septembre 2019, Eman al-Nafjan a reçu le « Prix du courage » de Reporters sans frontières, mais elle ne peut quitter l'Arabie saoudite pour recevoir sa récompense.

## Enfance et éducation
Eman al-Nafjan est née en Arabie saoudite. Elle est la fille d'un officier militaire saoudien. Pendant sa jeunesse, elle voyage à travers le pays et passe du temps aux États-Unis. Elle obtient un baccalauréat en anglais dans ce qui était à l'époque l' Université de Riyad (KSU). Elle travaille comme institutrice et plus tard comme assistante universitaire. Elle obtient une maîtrise en enseignement de l'anglais comme langue étrangère de l'université de Birmingham au Royaume-Uni. 
Eman al-Nafjan enseigne l'anglais à l'université de Riyad. Elle encourage les élèves à discuter librement de leurs opinions et à écrire à leur sujet, ce qu'un élève de l'époque, Omaima al-Najjar, décrit comme « inouï dans les écoles saoudiennes, où nous n'étions pas autorisés à avoir une opinion ou même à interroger le professeur sur quelque question qui impliquait la religion, la culture ou la politique ». Eman al-Nafjan affirme ouvertement ses opinions en faveur des droits des femmes. 
En 2013, Eman al-Nafjan mène des recherches dans le cadre d'un doctorat en linguistique à la KSU. 
Elle est mère de trois enfants.

## Blogueuse et militante
En février 2008, Eman al-Nafjan commence à bloguer sous le nom de « Saudiwoman », elle écrit des articles sur les questions sociales et culturelles saoudiennes. Son blog devient l'un des blogs saoudiens les plus populaires dans le monde. Eman Al-Nafjan aborde des sujets  tabous en Arabie saoudite à l'époque. Elle critique notamment la tutelle masculine comme un « système abusif », s'oppose au mariage des enfants et aux interventions de la police religieuse, et documente la surveillance sur Internet par les autorités saoudiennes. 
Le 17 juin 2011, elle conduit une voiture à Riyad dans le cadre d'une campagne pour le droit des femmes à conduire une voiture lors des manifestations de 2011 en Arabie saoudite. Elle commence à publier des articles sur cette campagne dans les médias occidentaux. En septembre 2016, Eman al-Nafjan signe une pétition dans le cadre de la campagne contre le système de tutelle masculin saoudien. En octobre 2013, elle est arrêtée alors qu'elle filme une femme au volant.
Eman al-Nafjan soutient activement d'autres militants de la campagne pour le doit des femmes de conduire une voiture et contribue au débat public sur la question.

## Détention
Vers le 15 ou le 18 mai 2018, Eman al-Nafjan est arrêtée et emprisonnée par les autorités saoudiennes, en même temps que Loujain al-Hathloul, Aziza al-Yousef, Aisha al-Mana, Madeha al-Ajroush et deux hommes impliqués dans une campagne pour les droits des femmes,,. Human Rights Watch estime que ces arrestations ont pour but d'effrayer « quiconque exprime son scepticisme quant à l'agenda du prince héritier sur les droits ». Les autorités saoudiennes accusent les militants arrêtés d'avoir « des contacts suspects avec des parties étrangères », de fournir un soutien financier à des « éléments hostiles à l'étranger » et de recruter des fonctionnaires.
En novembre 2018, elle semble être détenue à la prison centrale de Dhahban. D'après Amnesty International, les militantes des droits des femmes détenues, dont Eman al-Nafjan, sont soumises à la torture et aux mauvais traitements,.
En mars 2019, Eman al-Nafjan est libérée sous caution avec certaines des autres détenues.
Le 14 mars 2019, PEN America annonce que Nouf Abdulaziz, Loujain Al-Hathloul et Eman Al-Nafjan recevront le prix PEN America / Barbey Freedom to Write 2019, ce dernier ayant été présenté le 21 mai au Gala littéraire PEN America 2019 qui s'est déroulé au Musée américain d'histoire naturelle de New York.
Fin mars 2019, elle et ses camarades de captivité présentent leur défense et décrivent les abus physiques et sexuels qu'elles ont subis lors de leur détention. Eman al-Nafjan est libérée sous caution ainsi qu'Aziza al-Yousef et le Dr Rokaya Mohareb. Les charges contre elles ne sont pourtant pas abandonnées, et aucune enquête indépendante n'a lieu sur leurs accusations de torture en prison.
En septembre suivant, Eman al-Nafjan reçoit le « Prix du courage », décerné par Reporters sans frontières. Elle n'a pas été autorisée à voyager hors d'Arabie saoudite et n'a donc pas pu recevoir elle-même sa récompense,.